# Álvaro Fillol
Álvaro Fillol Durán (Santiago, 4 de diciembre de 1952) es un extenista chileno de los años 1980. Es familiar de otros tenistas: hermano de Jaime Fillol, tío de Jaime Fillol Haggstrom y tío abuelo de Nicolás Jarry.
En el Circuito Mundial de la ATP ganó cinco títulos en dobles, destacando el Masters de Las Vegas en 1978. Su mejor puesto en la Clasificación de la ATP individual fue el 102.º en 1984 y en dobles, el 49.º en 1978. Fue jugador del equipo chileno de Copa Davis en 1984 y de sus cuatro partidos, ganó tres y cayó en uno, teniendo un 75(en inglés)% de rendimiento.

## Trayectoria deportiva
Hijo de Jaime Fillol Basabe y de Elena Durán Kreisel. All America de la University of Miami (Fla.) donde se graduó de la Escuela de Negocios (1975).Inauguró con su familia el Club de Tenis Jaime Fillol en 1981, el cual cerraron en 1991, año en que crearon la productora de eventos Promociones Fillol, con la que organizaron el Abierto de Chile de la categoría ATP 250 entre 1993 y 2014, así como el Challenger de Santiago II entre 2015 y 2017. Fue  Director de Torneos ATP durante 22 años.

## Títulos (5)

### Individuales (0)
| Leyenda                |
| Grand Slam (0)         |
| Tennis Masters Cup (0) |
| ATP Masters Series (0) |
| ATP Tour (0)           |

### Dobles (5)
| Leyenda                |
| Grand Slam (0)         |
| Tennis Masters Cup (0) |
| ATP Masters Series (1) |
| ATP Tour (4)           |

| N.º | Fecha                   | Torneo                    | Superficie    | Pareja                | Oponentes en la final                              | Resultado   |
| --- | ----------------------- | ------------------------- | ------------- | --------------------- | -------------------------------------------------- | ----------- |
| 1.  | 24 de abril de 1978     | Las Vegas, Estados Unidos | Dura          | Jaime Fillol Chile    | Bob Hewitt Sudáfrica / Raúl Ramírez México         | 6-3 7-6     |
| 2.  | 19 de noviembre de 1978 | Bogotá, Colombia          | Tierra batida | Jaime Fillol Chile    | Hans Gildemeister Chile / Víctor Pecci Paraguay    | 6-4 6-2     |
| 3.  | 5 de noviembre de 1979  | Quito, Ecuador            | Tierra batida | Jaime Fillol Chile    | Iván Molina Colombia / Jairo Velasco España        | 6-7 6-3 6-1 |
| 4.  | 10 de marzo de 1980     | San José, Costa Rica      | Dura          | Jaime Fillol Chile    | Anand Amritraj India / Nick Saviano Estados Unidos | 6-2 7-6     |
| 5.  | 10 de noviembre de 1980 | Bogotá, Colombia          | Tierra batida | Carlos Kirmayr Brasil | Andrés Gómez Ecuador / Ricardo Ycaza Ecuador       | 6-4 6-3     |

### Finalista en dobles (3)
- 1978: Santiago (junto a Jaime Fillol, pierden ante Hans Gildemeister y Víctor Pecci)
- 1979: Santiago (junto a Jaime Fillol, se cancela la final ante José Higueras y Jairo Velasco)
- 1981: Buenos Aires (junto a Jaime Fillol, pierden ante Marcos Hocevar y João Soares)